# المهجور (فلم)
المهجور (بالإنجليزية: The Abandoned) هو فيلم رعب من كتابة وإخراج الإسباني ناتشو سيردا سنة 2006.

## القصة
تبدأ أحداث الفيلم في عام 1966 في روسيا، امرأةٌ جريحةٌ تقود شاحنةً إلى مزرعةٍ نائيةٍ بصحبة طفليها. تنتقل الأحداث إلى وقتنا الحالي بعد مرور أربعين عامًا، حيث تترك منتجة الأفلام ماري جونز ابنتها في كاليفورنيا، وتعود إلى وطنها الأم في روسيا بعدما تلقت مكالمةً بخصوص مكان مزرعة عائلتها القديمة. تذهب ماري إلى منزل العائلة المهجور وهناك تتقابل مع نيكولاي الذي يخيرها بكونه شقيقها التوأم، تتلقى نيكولاي الاتصال نفسه بشأن المكان. تبدأ الأحداث في التصاعد ويلاقي الاثنان الكثير من الأهوال المخيفة داخل المنزل.

## روابط خارجية
- الموقع الرسمي
- مقالات تستعمل روابط فنية بلا صلة مع ويكي بيانات